# Tombel
Tombel – miasto w Kamerunie, w Regionie Południowo-Zachodnim. Liczy około 19,6 tys. mieszkańców.